# Quentin Snider
Quentin Snider (Louisville, Kentucky, 14 de febrero de 1995) es un baloncestista estadounidense que pertenece a la plantilla del Feyenoord de la DBL, la primera división neerlandesa. Con 1,88 metros de estatura, juega en la posición de base. 

## Trayectoria deportiva

### Universidad
Jugó cuatro temporadas con los Cardinals de la Universidad de Louisville, en las que promedió 9,2 puntos, 3,2 asistencias y 2,3 rebotes por partido.

### Profesional
Tras no ser elegido en el Draft de la NBA de 2018, en el mes de agosto firmó su primer contrato profesional con el Benfica de la Liga Portuguesa, donde únicamente jugó diez partidos en los que promedió 7,0 puntos y 3,4 rebotes, tras los que fue despedido.
Poco después fichó por el también equipo portugués del Imortal Albufeira, con el que acabó la temporada promediando 18,6 puntos y 4,6 asistencias por partido. En septiembre de 2019 cambió de liga para fichr por el Feyenoord de la DBL, la primera división neerlandesa. En su primera temporada y hasta el parón por el coronavirus promedió 19,1 puntos y 4,3 asistencias por encuentro.